# Gizela Kolláriková
Gizela Kolláriková (24. října 1892 Budatín – 24. října 1960 Žilina) byla slovenská a československá politička a meziválečná poslankyně Národního shromáždění za Komunistickou stranu Československa.

## Biografie
Původně se angažovala v sociální demokracii. Ve 20. letech přešla do komunistické strany. Povoláním byla textilní dělnicí. Podle údajů k roku 1927 byla domácí v Budatíně.
V parlamentních volbách v roce 1925 získala poslanecké křeslo v Národním shromáždění.